# 화산서원비
화산서원비(華山書院碑)은 대한민국 전북특별자치도 전주시, 화산서원이 있던 터에 남아 있는 송시열이 비문을 짓고 송준길이 글씨를 쓴 비석이다. 1984년 4월 1일 전북특별자치도의 문화재자료 제4호로 지정되었다.

## 개요
이 비석은 예전에 이곳에 자리잡았던 화산서원에 있던 것이다. 화산서원은 조선 선조 11년(1578)에 건립하여, 조선 전기의 대학자 이언적(李彦迪)과 송인수(宋麟壽)의 위패를 모시고 제사지내던 곳이다. 이언적은 전주 부윤으로 부임하여 도덕과 예절로 백성의 교화에 힘썼고, 송인수는 전라 감사로서 청렴한 정치를 펼쳐, 각각 이 지역과 인연이 깊었다. 화산서원은 효종 9년(1658)에 나라에서 이름을 지어주고 후원하는 사액서원으로 선정되기도 하였으나, 고종 5년(1868) 서원철폐령에 따라 헐렸다. 지금은 송시열이 비문을 짓고 송준길이 글씨를 쓴 이 비석만 남아, 이곳이 예전에 선비들이 글을 읽던 학문의 전당임을 전해주고 있다.

## 참고 자료
- 화산서원비 - 국가유산청 국가유산포털